# Chapelle Saint-Jean-Baptiste de Chièvres
Pour les articles homonymes, voir chapelle Saint-Jean-Baptiste.

La chapelle Saint-Jean-Baptiste est un édifice religieux catholique du XIIe siècle sis à Chièvres, dans la province de Hainaut en Belgique. De style roman et dédiée à saint Jean-Baptiste la chapelle fut classée en 1945 au patrimoine immobilier de Belgique et est utilisée comme lieu de culte et pèlerinage (à la Saint-Jean) et espace culturel.

## Description
Harmonieux oratoire bâti de moellons calcaires, au sud du bourg, hors les murs, à l'initiative d'Ève de Chièvres entre 1160 et 1170. Cette illustre bienfaitrice obtint quelque temps plus tard du souverain pontife que sa dotation soit faite en faveur de l'ordre de Saint-Jean de Jérusalem. En 1083, un accord fut ratifié par l'évêque de Cambrai Roger au sujet de la dîme de ces biens entre l'abbaye d'Eename et l'Ordre.

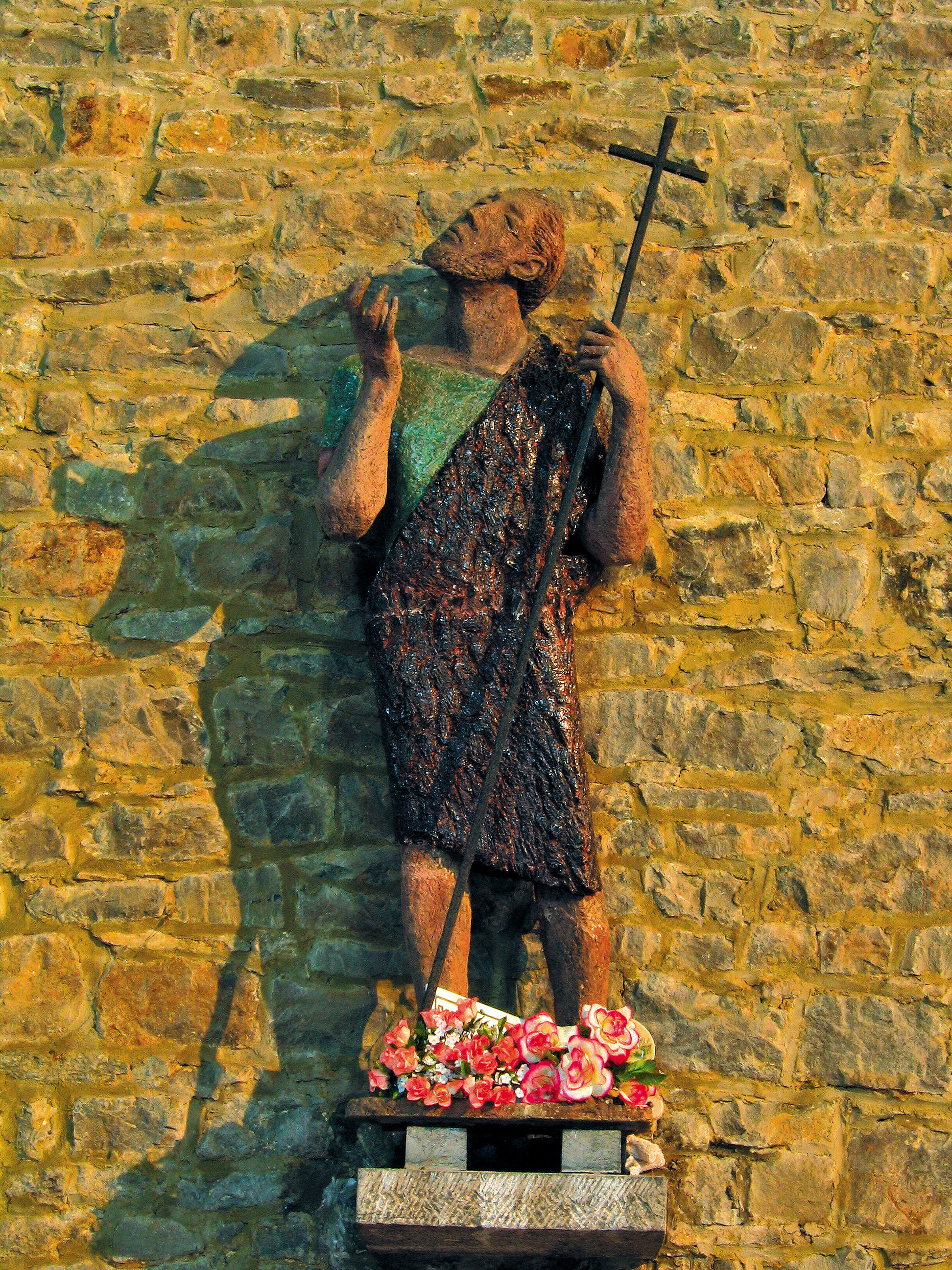
Statue peinte représentant saint Jean-Baptiste.

Avec sa nef romane prolongée par un chœur presque identique, la chapelle a connu bien des vicissitudes, notamment sa désaffectation et sa vente aux enchères en 1797. Passée finalement dans le patrimoine de la ville, elle fut ébranlée par les bombardements du champ d'aviation en 1944. Elle est classée le 1er juin 1945 et restaurée en 1958.
Sur la gauche, la terrée boisée du rempart sud et les fossés marécageux s'étendant entre le rempart et la petite Hunelle.
La chapelle est le lieu d'un pèlerinage encore fréquenté pendant l'octave de Saint-Jean, qui est invoqué pour la guérison des enfants timides ou peureux. Outre quelques célébrations religieuses, la chapelle sert de cadre à des manifestations artistiques et culturelles (feux de la Saint-Jean, concerts…).